# هنر کودکان

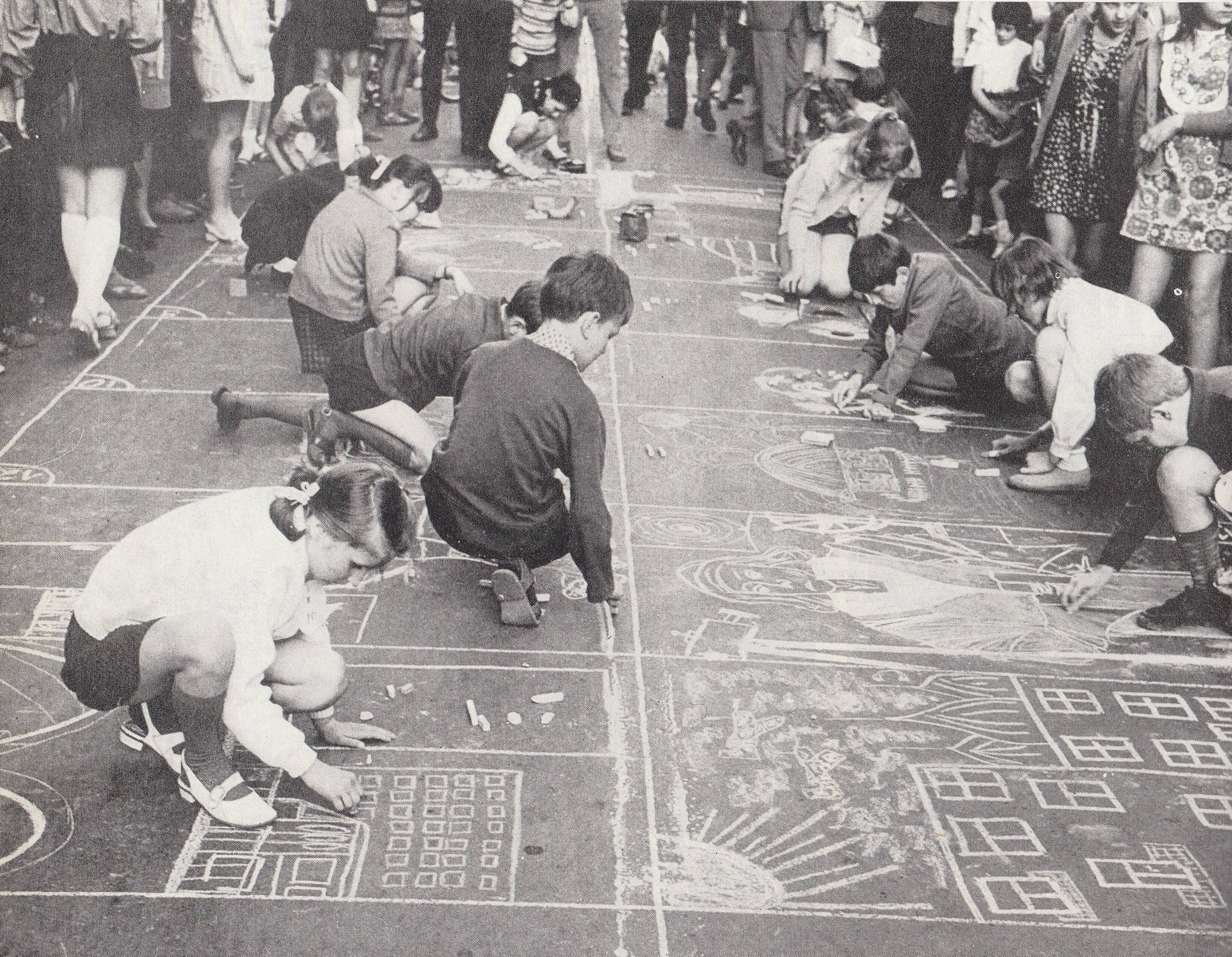
نقاشی خیابانی کودکان لهستانی

هنر کودکان شامل نقاشی‌ها، طراحی‌ها یا دیگر کارهای هنری خلق‌شده توسط کودکان است. هنر هر کودک بازتاب‌دهنده سطح خودآگاهی او و میزان آمیختن او با محیط اطرافش است.